# Horror Epics
 (mars 2023).
Si vous disposez d'ouvrages ou d'articles de référence ou si vous connaissez des sites web de qualité traitant du thème abordé ici, merci de compléter l'article en donnant les références utiles à sa vérifiabilité et en les liant à la section « Notes et références ».
Albums de The Exploited
Let's Start a War Death Before Dishonour
Horror Epics est le quatrième album du groupe de punk rock britannique The Exploited. Il est sorti en 1985.

## Composition du groupe
- Wattie Buchan - chant
- Karl - guitare
- Wayne - Basse
- Willie Buchan - batterie

## Liste des chansons de l'album
1. Horror Epics –  5:04
2. Don't Forget The Chaos –  3:05 (Buchan)
3. Law And Order –  2:52
4. I Hate You–  1:38 (Buchan)
5. No More Idols –  4:55
6. Maggie –  2:35
7. Dangerous Visions –  3:35
8. Down Below –  4:18
9. Treat You Like Shit –  3:38
10. Forty Odd Years Ago –  2:56
11. My Life –  5:39
12. Race Against Time (bonus)–  4:21
13. Propaganda (bonus) –  2:26  (Buchan)